# Peter Haberkorn

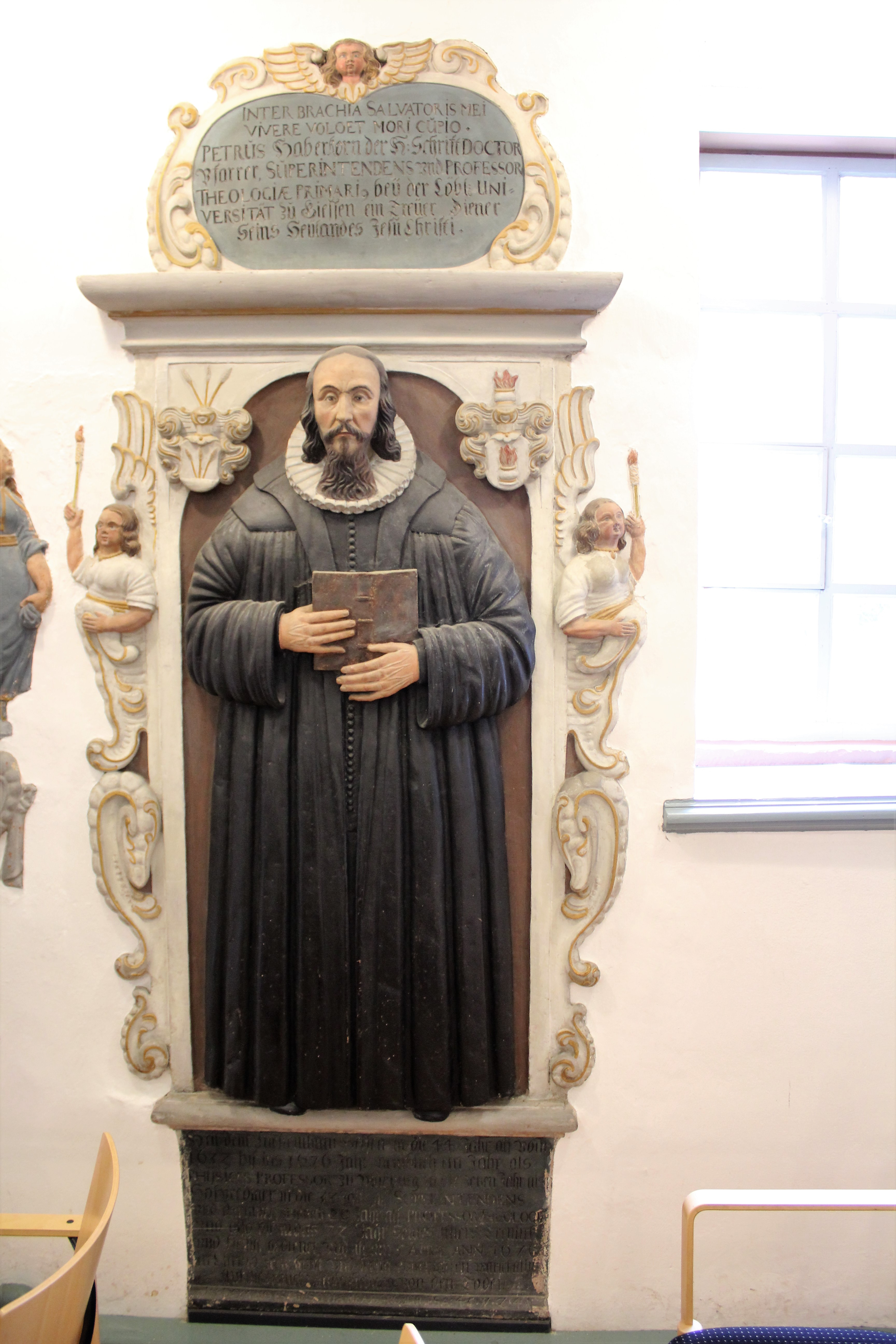
Epitaph für Peter Haberkorn in der Gießener Friedhofskapelle

Peter Haberkorn (* 9. Mai 1604 in Butzbach, Wetterau; † 5. April 1676 in Gießen) war ein lutherischer Theologe.

## Leben
Haberkorn soll ursprünglich aus einer adligen Familie stammen. Sein Vater war der Schreinermeister Andreas Haberkorn. Bereit früh verlor er seine Eltern. Der damalige Pfarrer von Butzbach und spätere Superintendent Johann Dieterich nahm sich des Jungen an und sorgte dafür, dass er das Gymnasium in Ulm besuchen konnte. Ab 1625 studierte Haberkorn an der Universität Marburg Theologie und wurde 1627 zum Magister promoviert. Anschließend setzte er seine Studien an den Universitäten Leipzig, Straßburg und Köln fort.
Er wurde 1632 in Marburg ordentlicher Professor der Physik und nach seiner Promotion zum Dr. theol. am 19. August 1633, am 27. August desselben Jahres Hofprediger in Darmstadt. Am 29. Januar 1643 wurde er Superintendent der Diözese Gießen und 1650 an der Universität Gießen Professor der Theologie und der hebräischen Sprache. 1656, nach dem Tod seines Schwiegervaters Justus Feuerborn, rückte er zum ersten theologischen Professor auf. Zudem beteiligte er sich auch an den organisatorischen Aufgaben der Gießener Hochschule und war 1653, 1661 sowie 1671 Rektor der Alma Mater.

## Familie
Am 19. August 1633 hatte sich Haberkorn mit Elisabeth Catherine Feuerborn  (* 5. August 1617 in Gießen; † 4. April 1684), die Tochter des Theologen Justus Feuerborn verheiratet. Aus der Ehe stammen Kinder. Von diesen kennt man:
1. Tochter Katharina Haberkorn (* 9. Januar 1635; † 9. September 1704) ⚭ mit dem Generalsuperintendenten Johannes Scheibler
2. Sohn Just Balthasar Haberkorn (* 25. Oktober 1636 in Darmstadt; † 12. April 1688 in Alsfeld) 26. September 1664 Dr. theol. Uni. Gießen, Substitut seines Vaters in Gießen, 1667 Pfarrer in Schotten, 1673 Pfarrer in Alsfeld
3. Tochter Anne Elisabeth Haberkorn (* 17. Januar 1638; † 16. Juli 1640)
4. Sohn Heinrich Peter Haberkorn (* 2. September 1639 in Gießen; † 1711 in Dresden) 1664 Dr. jur. Uni. Gießen, a.o. Prof. jur. ebenda, um 1668 Syndikus der Uni. Gießen, 1671 Syndikus in Görlitz, später Oberappellationsrat in Dresden,
5. Tochter Hedwig Katherina Haberkorn (* 27. Dezember 1642; † 4. März 1729) ⚭ mit dem Superintendent in Dortmund und späteren Professor der Theologie in Gießen Bernhard Dresing
6. Tochter Marie Elisabeth Haberkorn (* 24. Juli 1644; † 27. August 1644)
7. Johann Balthasar Haberkorn (* 20. März 1646 in Gießen; † 30. November 1706 in Güstrow) Superintendent in Kirchhain Niederlausitz, 1677 Hofprediger Sondershausen, 1680 Oberpfarrer Pregerkirche Erfurt und Prof. theol. Erfurt, 1687 Oberpfarrer, Superintendent und Kirchenrat in Güstrow, ⚭ I. 1669 in Lübben mit Maria Hedwig Büsser (□ 28. Mai 1680 in Erfurt), ⚭ II. 25. Januar 1681 in Erfurt mit Anna Justina Meltzer († 1729)
8. Tochter Anne Christina Haberkorn (* 8. Mai 1648)
9. Sohn Georg Diedrich Haberkorn (* 1. Mai 1650)
10. Sohn Christoph Christian Haberkorn (* 28. Februar 1652; † 17. Juni 1722 in Alsfeld) Pfarrer Alsfeld
11. Sohn Jakob Albrecht Haberkorn (* 28. Februar 1654) wurde 1674 Magister in Gießen
12. Dorothea Haberkorn ⚭ Bartholomäus Botsack (1649–1709)